# Vestas
Vestas Wind Systems – duński producent, sprzedawca, instalator i serwisant turbin wiatrowych. W 2020 roku firma była największym wytwórcą turbin wiatrowych na świecie Najbardziej popularną turbiną wiatrową na świecie jest platforma VCS produkowana i wciąż udoskonalana przez Vestas od ponad 20 lat. Przedsiębiorstwo ma swoje oddziały w większości krajów europejskich (w tym dwa w Polsce), krajach azjatyckich (m.in. Chiny, Malezja, Japonia, Tajlandia), Stanach Zjednoczonych oraz krajach Ameryki Południowej i Australii. W 2020 roku zatrudniała ponad 29 tysięcy pracowników na całym świecie. Spółka od 1998 roku jest notowana na giełdzie Nasdaq Copenhagen.
Firma została założona w 1898 roku przez rodzinę Hansenów zajmującą się kowalstwem, w latach 20. firma produkowała stalowe ramy okienne. Po II Wojnie Światowej przedsiębiorstwo uzyskuje obecną nazwę (Vestas), produkuje głównie żurawie. W 1979 roku sprzedaje i instaluje pierwszą turbinę wiatrową, produkt wchodzi do masowej produkcji w latach 80.